# Comuna de Żabia Wola
Żabia Wola (polaco: Gmina Żabia Wola) é uma gminy (comuna) na Polónia, na voivodia de Mazóvia e no condado de Grodziski (mazowiecki). A sede do condado é a cidade de Żabia Wola.
De acordo com os censos de 2004, a comuna tem 6168 habitantes, com uma densidade 58,4 hab/km².

## Área
Estende-se por uma área de 105,61 km², incluindo:
- área agricola: 70%
- área florestal: 22%

## Demografia
Dados de 30 de Junho 2004:
|                      | Total   | Total | Mulheres | Mulheres | Homens  | Homens |
| -------------------- | ------- | ----- | -------- | -------- | ------- | ------ |
|                      | pessoas | %     | pessoas  | %        | pessoas | %      |
| População            | 6168    | 100   | 3107     | 50,4     | 3061    | 49,6   |
| Densidade (pop./km²) | 58,4    | 100   | 29,4     | 29,4     | 29      | 29     |

De acordo com dados de 2005, o rendimento médio per capita ascendia a 2169,11 zł.

## Subdivisões
- Bartoszówka, Bieniewiec, Bolesławek, Bukówka, Ciepłe, Grzegorzewice, Grzymek, Huta Żabiowolska, Jastrzębnik, Kaleń, Kaleń-Towarzystwo, Lasek, Musuły, Oddział, Ojrzanów, Ojrzanów-Towarzystwo, Osowiec, Petrykozy, Pieńki Słubickie, Pieńki Zarębskie, Piotrkowice, Siestrzeń, Skuły, Słubica A, Słubica B, Słubica-Wieś, Władysławów, Wycinki Osowskie, Zaręby, Żabia Wola, Żelechów.

## Comunas vizinhas
- Grodzisk Mazowiecki, Mszczonów, Pniewy, Radziejowice, Tarczyn